# كيريل ألكسندروفيتش بافلوف
كيريل ألكسندروفيتش بافلوف (بالروسية: Павлов, Кирилл Александрович)‏ (30 يناير 1990 في روسيا - ) هو لاعب كرة قدم روسي في مركز الدفاع. لعب مع لوكوموتيف موسكو وFC Solyaris Moscow ‏ وميتالورج كوزباس نوفوكوزنتسك وFC Kazanka Moscow ‏ وFC Kaluga ‏.

## وصلات خارجية
- كيريل ألكسندروفيتش بافلوف على موقع قاعدة بيانات كرة القدم.إي يو (الإنجليزية)